# Maroc aux Jeux paralympiques d'été de 2016
Le Maroc participe aux Jeux paralympiques d'été de 2016 à Rio de Janeiro. Il s'agit de la huitième participation de ce pays aux Jeux paralympiques d'été.

## Médaillés

### Médailles d’or
| Sport              | Discipline            | Sportifs         | Performance     | Date              |
| Médailles d’or : 3 |                       |                  |                 |                   |
| Athlétisme         | Lancer de poids - F34 | Azzeddine Nouri  | 11,28 m         | 11 septembre 2016 |
| Athlétisme         | 400m - T13            | Mohamed Amguoun  | 47 s 15         | 15 septembre 2016 |
| Athlétisme         | Marathon - T12        | El Amin Chentouf | 2 h 32 min 17 s | 18 septembre 2016 |

### Médailles d’argent
| Sport                  | Discipline  | Sportifs         | Performance | Date              |
| Médailles d’argent : 2 |             |                  |             |                   |
| Athlétisme             | 400m - T12  | Mahdi Afri       | 49 s 00     | 9 septembre 2016  |
| Athlétisme             | 5000m - T13 | El Amin Chentouf | 47 s 70     | 15 septembre 2016 |

### Médailles de bronze
| Sport                   | Discipline     | Sportifs      | Performance     | Date              |
| Médailles de bronze : 2 |                |               |                 |                   |
| Triathlon               | Masculin - PT2 | Mohamed Lahna | 1 h 12 min 35 s | 10 septembre 2016 |
| Athlétisme              | 200m - T12     | Mahdi Afri    | 22 s 57         | 19 septembre 2016 |